# Biscotti Garibaldi
I biscotti Garibaldi (dall'inglese Garibaldi biscuits) sono dolci tradizionali britannici.

## Storia
Il biscotto Garibaldi venne ideato nel 1861 da John Carr della Peek Freans di Bermondsey (Londra), che diede tale nome al dolce per sfruttare la fama raggiunta all'epoca dall'omonimo condottiero italiano. Si suppone che il biscotto sia ispirato al black bun, un dolce tipico della Scozia, paese di origine di Carr.

## Caratteristiche
I biscotti Garibaldi sono composti da due strati di pasta biscotto che racchiudono uno strato mediano di ribes schiacciati, e vengono consumati assieme al tè. I biscotti Garibaldi presentano diverse analogie con la Eccles cake, i flies' graveyard, e i Golden Raisin Biscuits, che erano un tempo prodotti dalla storica Sunshine Biscuits.